# آلن استرن
آلن استرن (به انگلیسی: Alan Stern) زادهٔ ۲۲ نوامبر ۱۹۵۷ در نیواورلئان، لوئیزیانا، یک دانشمند سیاره‌شناسی اهل ایالات متحده آمریکا است. او پژوهشگر اصلی مأموریت نیوهورایزنز (مأموریتی به سوی پلوتو است.